# Petrolether
Petrolether či petroléter je těkavá látka uhlovodíkové povahy s neostrou definicí.
Může jít o frakci ropy s nižší teplotou varu než benzín, cca 30–70 °C či 20–60 °C.
Petrolether se také používá jako nepolární laboratorní rozpouštědlo. Některé definice uvádí bod varu okolo 35 °C nebo hustotu 0,65–0,66 g/cm3 (C5 až C6). V širším slova smyslu může jít o různé lehké uhlovodíkové frakce (z C5 až C8) s maximálním doporučeným rozmezím bodu varu 20 °C (např. 40–60 °C, 60–80 °C, 80–100 °C, 100–120 °C).